# Joseph Constant
Joseph Constant, ursprungligen Constantinovsky, född 1892 i Jaffa, Ottomanska riket, död 3 oktober 1969 i Paris, var en fransk-rysk skulptör och författare av judiskt ursprung. Som skulptör antog han namnet "Joseph Constant", men som författare använde han pseudonymen "Michel Matveev".

## Biografi
Joseph Constant föddes i Palestina men tillbringade han sina första år i Odessa i Ukraina. Han deltog, fortfarande mycket ung, tillsammans med sin far i antitsaristiska revolutionära aktiviteter 1905.
År 1914 började han studera vid Konstakademin i Odessa och under kommunistrevolutionen 1917 utnämndes han till inspektör för konst. Hans far och hans bror dödades i en antijudisk pogrom år 1919 och samma år bestämde sig Constant och hans fru att lämna landet och resa till Palestina.
I Tel Aviv bildade de ett konstnärskollektiv med bland andra målaren Yitzhak Frenkel. Ett år senare reste den krisdrabbade Constant till Egypten och kom efter ytterligare resor i Turkiet och Rumänien till Paris 1923.
I Paris kom han till stadsdelen Montparnasse, som var en favoritmiljö för rysk-judiska konstnärer. Detta gav också inspiration till hans senare roman La Cité des peintres. Det var inte förrän han kom till Frankrike som han började skriva och han gjorde det direkt på franska. Hans första bok, på temat revolutionen 1905, publicerade 1928.
På 1930-talet övergav han delvis måleriet och koncentrerade sig istället på skulptur. Han fortsatte dock att vara verksam som författare och översättare. Mest känd blev han för sina okonventionella, enkla men uttrycksfulla djurskulpturer. Han arbetade i olika träslag och utnyttjade effektfullt träets struktur.

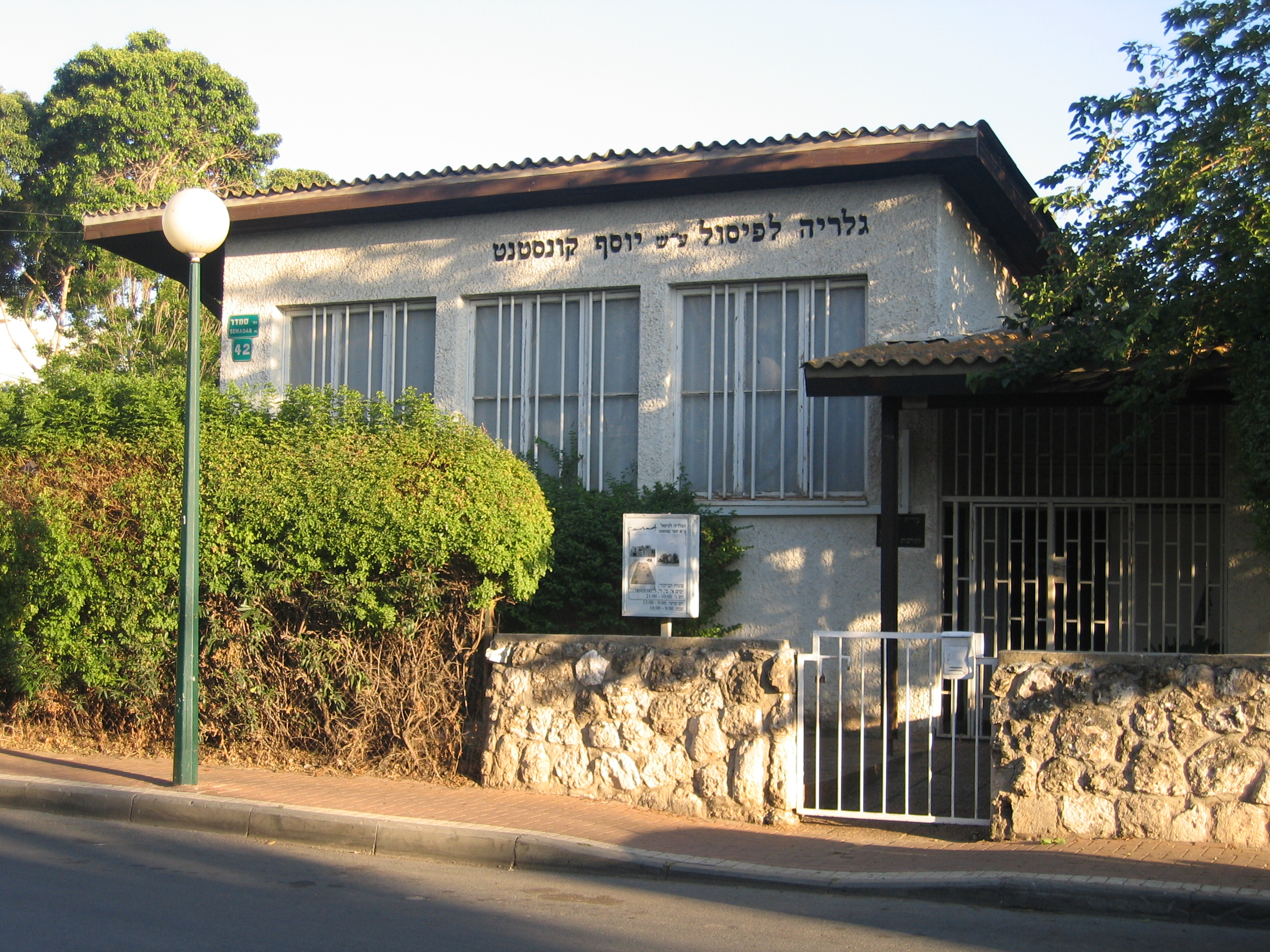
Joseph Constants hus i Ramat Gan.

Efter andra världskriget fick han större ryktbarhet som skulptör både i Frankrike och utomlands. Från 1950-talet reste han ofta till Israel, och bodde då på kibbutzen i Ein Harod. År 1962 uppmanade borgmästaren i Ramat Gan honom att bosätta sig i konstnärskvarteren i hjärtat av staden. Från och med då delade Constant sin tid mellan sin ateljé i Paris och den i Ramat Gan. Den senare omvandlades till ett museum efter hans död.
År 1959 skrev han sin sista roman Ailleurs autrefois, ett semi-självbiografiskt arbete där han återväckte sin barndom och ungdom i Ukraina vid sekelskiftet.